# Odo-Henryk
Odo-Henryk (ur. ok. 946, zm. 15 października 1002, Château Pouilly-sur-Saône) – książę Burgundii w latach 965–1002 i hrabia Nevers.

## Życiorys
Był synem Hugona Wielkiego i Jadwigi Saskiej. Bratem króla Francji – Hugona Kapeta. Był trzykrotnie żonaty:
- w ok. 972 ożenił się z Gebergą (zm. 986/991), córką Ottona de Macôn
- od czerwca 992 do 996 z Gersentą, córką Wilhelma, księcia Gaskonii
- od 998 z Matyldą, córką Lamberta, hrabiego de Châlon

Miał dwoje dzieci:
- [3m.] Aramburga (ur. ok. 999) – żona Dalmasa, pana de Sémur
- [n.] Eudes – wicehrabia de Beaune

Adoptował syna swojej żony Gebergi z pierwszego małżeństwa z Adalbertem z Ivrei – Otto Wilhelma, który został jego następcą.